# فهرست جایزه‌ها و نامزدی‌های روپرت گرینت
در فهرست زیر، جایزه‌ها و نامزدهای دریافت‌شده توسط بازیگر بریتانیایی روپرت گرینت که در سینما، تلویزیون و صحنه تئاتر ظاهر شده‌است، گردآوری شده است. گرینت بیشتر به خاطر نقش‌آفرینی در نقش رون ویزلی در مجموعه فیلم‌های هری پاتر در بین سال‌های ۲۰۰۱ تا ۲۰۱۱ شناخته می‌شود.

## نامزدی‌ها و جایزه‌ها
| سال  | جایزه                                         | دسته‌بندی                                                                    | کار                                | نتایج    |
| ---- | --------------------------------------------- | --------------------------------------------------------------------------- | ---------------------------------- | -------- |
| ۲۰۰۱ | انجمن فیلم و تلویزیون آنلاین                  | بهترین عملکرد بازیگر جوان                                                   | هری پاتر و سنگ جادو                | نامزدشده |
| ۲۰۰۲ | حلقه منتقدان بریتانیایی                       | بهترین بازیگر نوپا                                                          | هری پاتر و سنگ جادو                | نامزدشده |
| ۲۰۰۲ | جوایز امپایر                                  | بهترین بازیگران اصلی فیلم (مشترک با دنیل ردکلیف و اما واتسون)               | هری پاتر و سنگ جادو                | نامزدشده |
| ۲۰۰۲ | جایزه ستلایت                                  | استعدادهای جدید برجسته                                                      | هری پاتر و سنگ جادو                | برنده    |
| ۲۰۰۲ | جایزه هنرمند جوان                             | آینده‌دارترین بازیگر جوان تازه‌وارد                                           | هری پاتر و سنگ جادو                | برنده    |
| ۲۰۰۲ | جایزه هنرمند جوان                             | بهترین گروه در یک فیلم بلند (مشترک با اما واتسون و تام فلتون)               | هری پاتر و سنگ جادو                | نامزدشده |
| ۲۰۰۳ | جوایز انجمن منتقدان فیلم فینیکس               | بهترین گروه بازیگری                                                         | هری پاتر و تالار اسرار             | نامزدشده |
| ۲۰۰۶ | جوایز فیلم ام‌تی‌وی در سال ۲۰۰۶                 | بهترین اجرای تیمی روی صحنه (مشترک با دنیل ردکلیف و اما واتسون)              | هری پاتر و جام آتش                 | نامزدشده |
| ۲۰۰۷ | جایزه ملی فیلم انگلیس                         | بهترین اجرا توسط یک مرد                                                     | هری پاتر و محفل ققنوس              | نامزدشده |
| ۲۰۰۹ | جایزه انتخاب پرتره                            | بهترین اجرای فیلم مرد                                                       | هری پاتر و شاهزاده دورگه           | نامزدشده |
| ۲۰۰۹ | جوایز اسکریم در سال ۲۰۰۹                      | بهترین بازیگر مکمل مرد                                                      | هری پاتر و شاهزاده دورگه           | نامزدشده |
| ۲۰۰۹ | جوایز اسکریم در سال ۲۰۰۹                      | بهترین گروه                                                                 | هری پاتر و شاهزاده دورگه           | برنده    |
| ۲۰۱۰ | جوایز نوجوانان رادیو بی بی سی ۱               | بهترین بازیگر بریتانیایی                                                    | هری پاتر و شاهزاده دورگه           | نامزدشده |
| ۲۰۱۰ | جایزه اوتو                                    | ستاره سینما                                                                 | هری پاتر و شاهزاده دورگه           | برنده    |
| ۲۰۱۰ | سی و ششمین جوایز برگزیده مردم                 | تیم محبوب روی صحنه                                                          | هری پاتر و شاهزاده دورگه           | نامزدشده |
| ۲۰۱۱ | جوایز ملی فیلم                                | اجرای سال                                                                   | هری پاتر و یادگاران مرگ – قسمت اول | نامزدشده |
| ۲۰۱۱ | جوایز سینمایی ام‌تی‌وی در سال ۲۰۱۱              | بهترین نبرد (مشترک با دنیل ردکلیف، اما واتسون، آربن باجراکتاراج و رون هانت) | هری پاتر و یادگاران مرگ – قسمت اول | نامزدشده |
| ۲۰۱۱ | جوایز اسکریم در سال ۲۰۱۱                      | بهترین بازیگر نقش مکمل مرد                                                  | هری پاتر و یادگاران مرگ – قسمت اول | نامزدشده |
| ۲۰۱۱ | جوایز نوجوانان رادیو بی بی سی ۱               | بهترین بازیگر بریتانیایی                                                    | هری پاتر و یادگاران مرگ – قسمت دوم | برنده    |
| ۲۰۱۱ | جوایز فیلم تابستانی آی‌جی‌ان                    | بهترین گروه بازیگران                                                        | هری پاتر و یادگاران مرگ – قسمت دوم | نامزدشده |
| ۲۰۱۱ | جایزه انجمن منتقدان فیلم سن دیگو              | بهترین اجرای گروه                                                           | هری پاتر و یادگاران مرگ – قسمت دوم | برنده    |
| ۲۰۱۱ | جایزه انجمن منتقدان فیلم منطقه واشنگتن دی.سی. | بهترین گروه                                                                 | هری پاتر و یادگاران مرگ – قسمت دوم | نامزدشده |
| ۲۰۱۲ | سی و هشتمین جوایز انتخاب مردم                 | محبوبترین گروه فیلم                                                         | هری پاتر و یادگاران مرگ – قسمت دوم | برنده    |
| ۲۰۱۲ | سی و هشتمین جوایز انتخاب مردم                 | محبوبترین ستاره فیلم (زیر ۲۵ سال)                                           | هری پاتر و یادگاران مرگ – قسمت دوم | نامزدشده |
| ۲۰۱۲ | جوایز سینمایی ام‌تی‌وی در سال ۲۰۱۲              | بهترین بوسه (مشترک با اما واتسون)                                           | هری پاتر و یادگاران مرگ – قسمت دوم | نامزدشده |
| ۲۰۱۲ | جوایز سینمایی ام‌تی‌وی در سال ۲۰۱۲              | بهترین عوامل (مشترک با دنیل ردکلیف، اما واتسون و تام فلتون)                 | هری پاتر و یادگاران مرگ – قسمت دوم | برنده    |
| ۲۰۱۴ | جوایز واتس‌آن‌استیج                             | بهترین بازیکن تازه وارد لندن در سال                                         | موجو                               | برنده    |
| ۲۰۱۴ | جوایز نیونونکست                               | بهترین بازیگر نقش اول برادوی جدید                                           | موجو                               | نامزدشده |
| ۲۰۱۵ | جوایز انتخاب مخاطب برادوی‌دات‌کام               | بازیگر مورد علاقه در یک نمایشنامه                                           | این فقط یک نمایش است               | برنده    |
| ۲۰۱۵ | جوایز انتخاب مخاطب برادوی‌دات‌کام               | محبوبترین اجرای بامزه                                                       | این فقط یک نمایش است               | نامزدشده |
| ۲۰۱۵ | جوایز انتخاب مخاطب برادوی‌دات‌کام               | محبوبترین اجرای موفقیت‌آمیز (مرد)                                            | این فقط یک نمایش است               | برنده    |
| ۲۰۱۸ | جوایز ملی فیلم پادشاهی متحده                  | بهترین بازیگر                                                               | قاپ‌زنی                             | نامزدشده |
| ۲۰۱۸ | آای‌آرای جوایز                                 | بهترین بازیگر جوان                                                          | قاپ‌زنی                             | نامزدشده |
| ۲۰۲۱ | جوایز اس‌ای‌سی                                  | بهترین بازیگر در مجموعه تلویزیونی ترسناک                                    | خدمتکار                            | نامزدشده |
| ۲۰۲۱ | انجمن منتقدان هالیوود                         | بهترین بازیگر نقش مکمل مرد در یک سریال در حال پخش، درام                     | خدمتکار                            | برنده    |
| ۲۰۲۱ | پنا دی پراتا                                  | بهترین بازیگر نقش مکمل مرد در سریال درام                                    | خدمتکار                            | نامزدشده |
| ۲۰۲۲ | جایزه برتر گزینش منتقدان                      | بهترین بازیگر مرد در مجموعه تلویزیونی ترسناک                                | خدمتکار                            | نامزدشده |